# Mark IV - lånt tid
Mark IV - lånt tid er det fjerde studiealbum fra det danske folktronicaband Sorten Muld. Det blev udgivet den 13. maj 2021, som et crowdfunding projekt  på Kickstarter.
Sorten Muld er vendt tilbage til middelalderballaderne i det elektroniske univers - kombineret med 'Det nye nordiske' inspireret af toner fra mellemøsten.

## Spor
1. "Hillelil" - 05:06
2. "Venelite II" - 04:41
3. "Sov Sødt" - 05:00
4. "Balladen om Iver og Buske" - 03:45
5. "Lånt Tid" - 03:43
6. "Sang om jorden" - 04:09
7. "Hjertensfryd" - 04:00
8. "Lysets Tøven" - 05:23
9. "Åge & Else" - 01:53
10. "Haltefanden" - 03:44
11. "Under Månens Blanke Tæppe" - 04:53
12. "Efterår" - 03:32